# 哈马大屠杀
哈马大屠杀（阿拉伯语：مجزرة حماة）是1982年2月发生于叙利亚哈马的大屠杀事件，当时叙利亚军队在总统哈菲兹·阿萨德的命令下，对哈马实行焦土政策，以镇压逊尼派伊斯兰分子的反政府暴动。屠杀事件由哈菲兹·阿萨德的弟弟利法特·阿萨德亲自指挥。
起初西方国家的外交官报道说有1,000人死亡。后来估计至少有10,000名叙利亚人被杀。其他数字有20,000（英国）和40,000（叙利亚人权委员会）。大约1,000名政府士兵在行动中死亡，哈马旧城的大部分被毁。这次事件被描述为“在现代中东国家历史中阿拉伯政府对本国人民实施的最致命的一次行动”，因为死者大多数是无辜平民。
一些叙利亚媒体和反对派人士表示“我们的朋友在家中睡觉时遭到安全部队的突然袭击，无论是妇女还是儿童都遭到无情的杀害，死者的尸体像野狗一样在大街上被肢解和虐待”。

## 背景

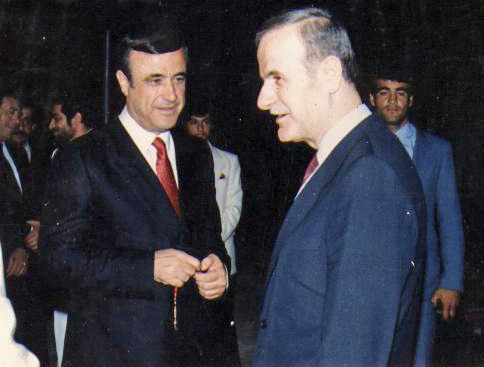
总统哈菲兹·阿萨德（右）与他的弟弟里法特·阿萨德（左）是事件的主谋

叙利亚复兴党坚持阿拉伯民族主义和阿拉伯社会主义理论，部分西方的世俗主義相近。这与自1940年开始就坚持伊斯蘭原教旨主義及保守主义的穆斯林兄弟会发生了矛盾和对立。复兴党是由少数教派阿拉维派领导的政治组织，追求世俗主义和民族主义，大多数复兴党成员对于宗教并不热情。穆斯林兄弟会与其他伊斯兰组织一样把民族主义看成是反伊斯兰的，并且坚持宗教与政治不能分离。因此逊尼派穆斯林认为复兴党是叛教分子组成的组织。
哈马尤其是一个“保守主义和穆斯林兄弟会聚集的大本营”，“已经成为复兴党政权的一大对手”。1963年复兴党夺取政权后不久，1964年4月哈马就爆发了骚乱，一名伊斯玛仪派复兴党民兵被杀之后，一些穆斯林分子抢夺酒店。骚乱加剧了对复兴党的袭击活动。当局派出坦克打击反对派，70名兄弟会成员被杀，更多人受伤、被抓和失踪。
之后，当局与伊斯兰分子不时发生冲突。1976年叙利亚入侵黎巴嫩后，双方的冲突扩大化。从1976年到1982年，逊尼派伊斯兰主义者与复兴党政府长期对峙，这些逊尼派人士被当局称为“恐怖分子”。1979年兄弟会成员对多个城市的政府官员和军队官员实施游击战。政府也展开镇压力度，如实行大量逮捕、酷刑和大屠杀行动。1980年7月，通过的49号法令决定彻底灭绝穆斯林兄弟会。
1980年，兄弟会成员和其他一些伊斯兰分子继续袭击政府和官员，其中在6月26日的行动几乎成功用手榴弹暗杀掉正在接待来访马里总统的哈菲兹·阿萨德，哈菲兹侥幸只受到了一些轻伤，之后他采取了无情的报复行动: 暗杀一小时后大量被关押在Tadmor监狱（位于古城巴尔米拉附近）里的伊斯兰分子（有报道说是超过1200人）被部队处决。

## 反叛分子的袭击
1982年2月3日凌晨2点，当局派出一个部队开始在哈马旧城搜捕“躲藏的游击队指挥官Umar Jawwad（又名Abu Bakr）”，于是引起冲突。反抗分子被军方的广播所觉醒。当局派兵增援围攻Abu Bakr，他于是下令在哈马进行武装起义，他们使用清真寺的喇叭呼吁穆斯林民众起来反抗复兴党当局。有数百名伊斯兰分子开始袭击本地的政府官员和复兴党领导人，后来袭击了警察局并夺取兵工厂。截止早晨有70名复兴党成员被杀，反叛分子宣布哈马已经是一座“自由之城”，并敦促叙利亚人起来反抗“异教徒”（即复兴党）。

## 当局部队的袭击
当局动员军队围攻哈马。在袭击之前，当局要求反对派投降，并警告所有留在城里的人都看作是反叛者。当局士兵共有1.2万人，战斗持续了三周：第一周“当局夺回城市的控制权”，后两周“当局一直在抓捕反叛者”。Robert Fisk在他的书 Pity the Nation 中描述了部队使用坦克围攻城市和平民是如何逃出来的详情，以及大量的人员死亡和缺水缺食物的情况。
根据大赦国际的报告，叙部队用飞机轰炸旧城以缓解坦克进入狭窄街道的局面；前四天大量建筑被坦克催毁，旧城大部分被毁；也有报道说当局部队使用氰化氢毒气。抵抗战结束后，当局的大炮部队全部占领和包围了该地。
之后是抓捕兄弟会成员以及支持该组织的人士。后来是酷刑折磨和大量的处决，成千上万的人在此后的几周里遇难。里法特怀疑还有一些反叛者藏匿在旧城的地道里，就把柴油灌进去并用火点燃，还在入口处使用T-72主戰坦克射杀正试图向外逃出来的人。

## 死亡人数
记者作家Robert Fisk曾在哈马居住过，他最初估计有1万人死亡，后来他认为是2万人，利法特流亡後则表示3.8万人死亡，大赦国际估计1万到2.5万人死，其中大多数是平民。
叙利亚人权委员会估计死者超过25000人，有可能是3万多。穆斯林兄弟会认为接近4万人。
事件发生20年后，叙记者Subhi Hadidi记载说27天中有3万或4万人死亡，此外还有1.5万人失踪至今没有踪影，以及10万人被驱逐。

## 屠杀之后的情况
事件发生后，一些兄弟会成员流亡国外或寻求躲避，兄弟会把总部搬到了英国。一些反政府人士也逃到了国外，主要是到约旦和伊拉克，也有一些人到了美国、英国和德国。
该事件经常被认为是阿薩德统治时期的负面人权记录。当局在政治方面加强了对社会的压制。在叙国内政府不允许国人公开讨论该历史事件，否则会受到当局的追究。

## 2011年抗议活动
在2011年叙利亚反政府示威活动中，哈马是反抗巴沙尔·阿萨德政权的一大中心城市。6月3日，有几十万民众在大街上举行抗议集会，以反抗当局的压迫性统治。安全部队和秘密警察攻击集会者，造成超过50人死亡和数百人受伤。之后该地的工人举行了大罢工来反抗当局的屠杀和纪念遇难者。7月1日有超过40万人举行抗议。之后巴沙尔解雇了哈马省的省长Ahmad Khaled Abdulaziz。两天后当局派坦克部队围攻该地，打死超过20人，以及实施了两起强奸事件。7月8日，有超过50万人参加抗议，美国和法国驻该国大使也到场支持示威民众。
7月31日凌晨5点半，当局部队使用重型武器和坦克开始围攻该地，之前当局已对另外一些城市进行了围攻。当天一共有超过130个平民由于受到部队的炮弹和枪击而死亡。此外，部队也暴力对付医院和清真寺里的民众，造成大量人员伤亡。

## 国际指控
2024年3月12日，瑞士总检察长办公室宣布对里法特·阿萨德进行审判，罪名是自1982年担任叙利亚军队指挥官以来犯下的战争罪和反人类罪。瑞士总检察长办公室在声明中表示，里法特·阿塞德在西部城市哈马负责军队时在担任以国防旅指挥官和哈马行动指挥官的身份下令杀人、实施酷刑、虐待和非法拘留。而叙利亚武装部队与伊斯兰对手之间的冲突在哈马造成3,000至60,000人死亡，其中大部分是平民。

### 引用
1. 1 2 3  Fisk 2010
2. ↑  . 時代雜誌. March 8, 1982  [2011-12-19]. （原始内容存档于2013-08-25）.
3. ↑  .   [2011-12-19]. （原始内容存档于2020-12-10）.
4. ↑  New York Times 2011 March 26
5. 1 2  Syrian Human Rights Committee, 2005
6. 1 2  MEMRI 2002
7. ↑  The Media; Freedom or Responsibility: The War in Lebanon, 1982: A Case Study, Julian J. Landau, (NY 1984), page 67
8. 1 2  Wright 2008: 243-244
9. ↑  Fisk, Robert. 1990. Pity the Nation. London: Touchstone, ISBN 0-671-74770-3.
10. ↑  New York Times. Feb 24, 1982. Syria Offers Picture of Hama Revolt
11. 1 2  Seale 1989: 93
12. ↑  Seale 1989: 37, 93, 148, 171
13. 1 2  Seale 1989: 335-337
14. 1 2  Human Rights Watch 1996
15. 1 2  Seale 1989: 332-3
16. ↑  Fisk 1990: 185–86
17. ↑  , SHRC,   [2011-12-19], （原始内容存档于2011-03-25）.
18. ↑  Benjamin and Simon 2002: 86
19. ↑  Melman, Yosi. . Haaretz. 19 May 2011  [11 June 2011]. （原始内容存档于2017-10-20）.
20. ↑  Fisk 1990: 186
21. ↑  Fisk 2007
22. ↑  From Beirut to Jerusalem, pp. 76–105
23. ↑  Syrian Human Rights Committee, 2006.
24. ↑  Global Politican.com
25. ↑  Human Rights Watch, 2010
26. ↑  US Dept. of State, country profile
27. ↑  . Reuters. 3 June 2011  [2011-12-20]. （原始内容存档于2015-03-07）.
28. ↑  .   [2011-12-20]. （原始内容存档于2014-01-31）.
29. ↑  . BBC News. 1 July 2011  [2011-12-20]. （原始内容存档于2011-08-05）.
30. ↑  . Reuters. 2 July 2011  [2011-12-20]. （原始内容存档于2015-09-24）.
31. ↑  . Reuters. 3 July 2011  [2011-12-20]. （原始内容存档于2015-09-24）.
32. ↑  .   [2011-12-20]. （原始内容存档于2011-09-05）.
33. ↑  Chulov, Martin. . The Guardian (London). 8 July 2011  [2011-12-20]. （原始内容存档于2011-07-13）.
34. ↑  .   [2011-12-20]. （原始内容存档于2011-09-07）.
35. ↑  .   [2011-12-20]. （原始内容存档于2011-08-01）.
36. ↑  . BBC News. 25 March 2011  [2011-12-20]. （原始内容存档于2020-12-07）.
37. ↑  . Reuters. 31 July 2011  [2011-12-20]. （原始内容存档于2015-03-07）.
38. ↑  Ali, Nour. . The Guardian (London). 31 July 2011  [2011-12-20]. （原始内容存档于2012-06-05）.
39. ↑  . Al Jazeera. 2024-03-12. （原始内容存档于2024-04-11） （英语）.
40. ↑  . Washington Post. 2024-03-12. ISSN 0190-8286 （美国英语）.

## 扩展阅读
- Kathrin Nina Wiedl: The Hama Massacre – reasons, supporters of the rebellion, consequences. München 2007, ISBN 978-3-638-71034-3.
- The Economist (16 November 2000) Is Syria really changing?, London: 'Syria’s Islamist movement has recently shown signs of coming back to life, nearly 20 years after 30,000 people were brutally massacred in Hama in 1982' The Economist
- Routledge (10 January 2000) Summary of the 10 January 2002, Roundtable on Militant Islamic Fundamentalism in the Twenty-First Century, Volume 24, Number 3 / 1 June 2002: Pages:187 – 205
- Jack Donnelly (1988) Human Rights at the United Nations 1955–85: The Question of Bias, International Studies Quarterly, Vol. 32, No. 3 (Sep., 1988), pp. 275–303
- More Detailed Account of the actual Hama Massacre and Killings
- NSArchive（页面存档备份，存于）
- Fisk, Robert. 1997 January 19. A LAND IN THE SHADOW OF DEATH. The Independent (UK) (paragraph recollecting insurgency and reaction).